# 武藤光一
武藤 光一（むとう こういち、1953年9月26日 - ）は、日本の実業家。株式会社商船三井会長、日本船主協会会長。

## 人物
愛知県名古屋市出身。愛知県立名古屋西高等学校を経て、1976年名古屋大学経済学部経営学科卒業後、大阪商船三井船舶（現商船三井）入社。経営企画部長、専務等を経て、2010年同社社長。
支那事変、太平洋戦争下で『空の宮本武蔵』と謳われた、日本海軍の撃墜王：武藤金義（海軍中尉）は伯父（光一の父の兄）に当たる。

## 経歴
- 1976年 名古屋大学経済学部経営学科卒業
- 1976年 大阪商船三井船舶（現商船三井）入社
- 1994年 MITSUI O.S.K LINES（EUROPE）LTD 出向
- 2002年 商船三井 不定期船部長
- 2003年 経営企画部長
- 2004年 執行役員就任 経営企画部長委嘱
- 2006年 常務執行役員就任
- 2007年 取締役常務執行役員
- 2008年 取締役専務執行役員
- 2010年 代表取締役社長執行役員
- 2015年 代表取締役会長執行役員、西部石油取締役
- 2019年 特別顧問
- 2020年 日野自動車取締役